# Юденич, Евстафий Петрович
Евстафий Петрович Юденич (?—1856/1857) — российский врач.

## Биография
Происходил из духовного звания; родился в семье Петра Иоанновича Юденича (источники указывают различные годы рождения: от 1782 до 1787).
В 1806 году начал обучаться в Санкт-Петербургской медико-хирургической академии, по окончании которой в 1810 году поступил на службу врачом драгунского Митавского полка. Всю Отечественную войну 1812 года прослужил в этом полку, принимая участие во всех походах; за действия в помощи раненым в сражении под Полоцком, был Всемилостивейше награждён бриллиантовым перстнем.
В 1825 году был определён уездным врачом в Смоленск, а в следующем году, по прошению, был переведён в Вязьму. Здесь он проработал более 30 лет и приобрёл всеобщую любовь и доверие. Несколько раз  в разных районах России участвовал в борьбы со свирепствовавшими там болезнями; в 1831 году боролся с эпидемией холеры во Владимирской губернии и был награждён бриллиантовым перстнем с аметистом и орденом Св. Станислава 3-й степени. В 1845 году по болезни оставил службу, но не прекратил своей деятельности — по его желанию он был определён врачом при Вяземском духовном училище и последние 12 лет занимал эту должность безвозмездно. Снова трудился во время эпидемий холеры 1843 и 1853 годов, когда он оставался один на весь город, так как уездный и городовой врачи были откомандированы в это время в уезд. Был награждён орденами Св. Анны 3-й степени и Св. Владимира 4-й степени за 35-летнюю усердную и беспорочную службу.
Скончался 29 декабря 1856 (10 января 1857) года после продолжительной болезни.